# Whickham
Cet article possède un paronyme, voir Wickham.
Whickham est une ville du nord-est de l'Angleterre, située à environ 6,5 kilomètres au sud ouest de Newcastle upon Tyne et 7 kilomètres à l'ouest de Gateshead. Whickham fait partie du district métropolitain de Gateshead. La ville domine la rivière Tyne et le centre commercial Metro Centre. Au recensement de 2001, sa population était de 16 263 habitants.

## Source
- (en) Cet article est partiellement ou en totalité issu de l’article de Wikipédia en anglais intitulé « Whickham » (voir la liste des auteurs).